# Лиш

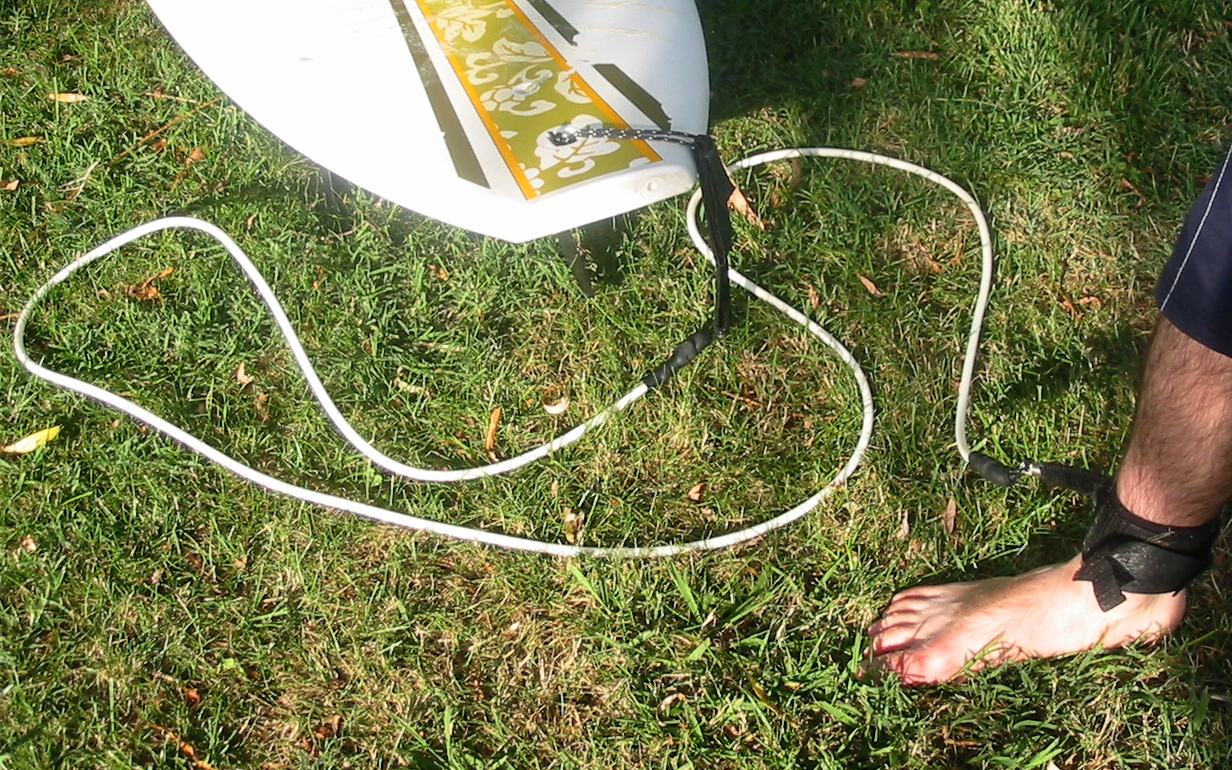
Лиш

Лиш (англ. leash) — страховочный поводок от кайтера к оборудованию.

## Лиш
Одна из частей снаряжения, используемого в серфинге и его разновидностях. Лиш представляет собой гибкий шнур, соединяющий ногу или руку райдера с элементом снаряжения.
Рекомендуемое к обязательному использованию средство безопасности.
Классификация:
По предназначению.
Кайт, серф, вингфойл, бодиборд.
По типу шнура.
Витой, стандартный
Лиш предназначен для того, чтобы райдер не потерял контроль над элементом снаряжения и не причинил увечья другим людям или не оказался сам в опасной ситуации.